# Corrupião-de-montserrat

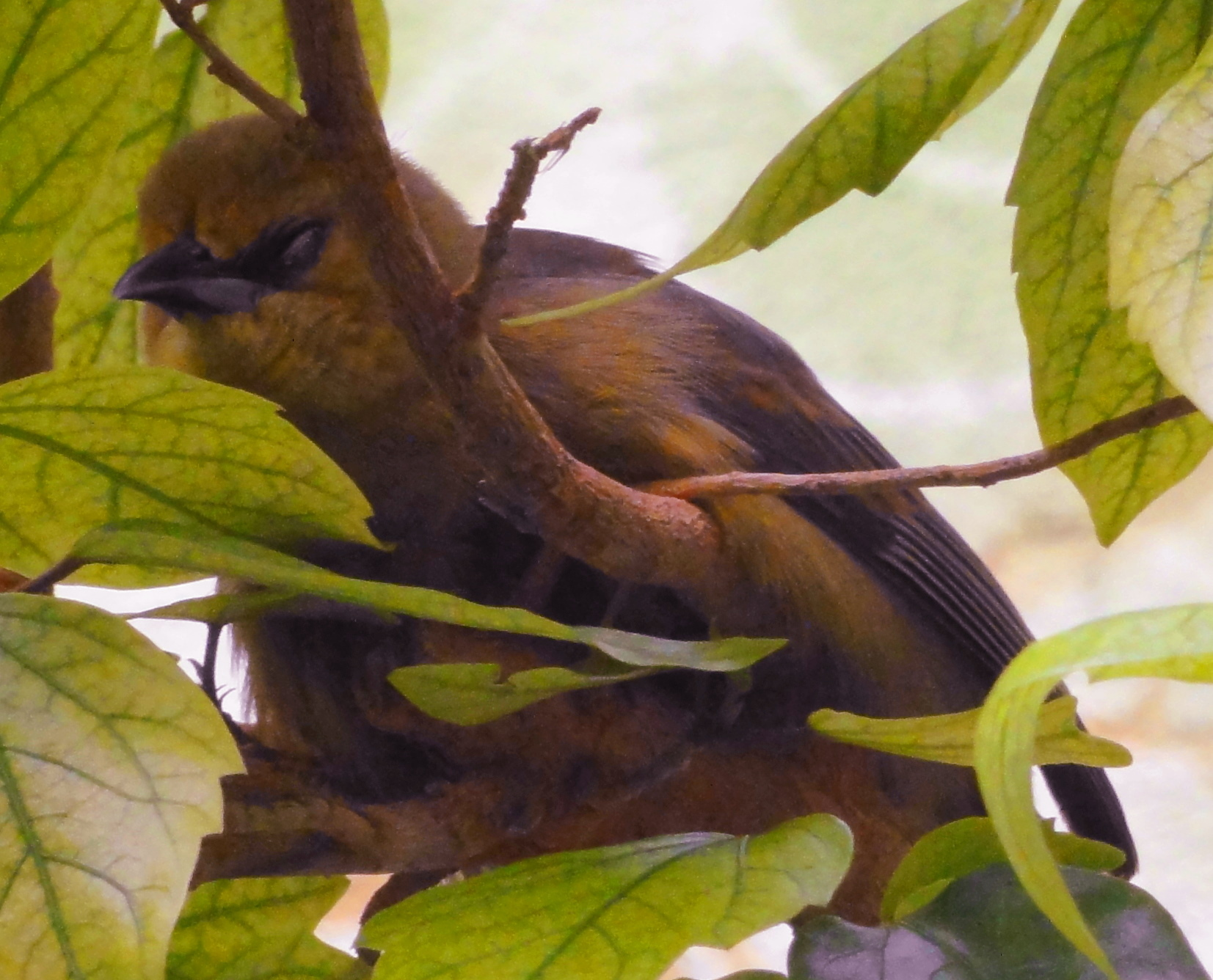
Fêmea no Jardim Zoológico de Frankfurt, Alemanha

O corrupião-de-monserrate (Icterus oberi) é um icterídeo preto e amarelo de tamanho médio.
Habita as zonas importantes para as aves de Centre Hills e South Soufriere Hills, na ilha de Monserrate, nas Antilhas Menores das Índias Ocidentais, e é a ave nacional deste território britânico. Está ameaçada pela perda de habitat e, até 2016, foi classificada pela BirdLife International como criticamente em perigo, com uma população atual estimada entre 200 e 800 indivíduos. Grande parte do seu habitat foi destruído pela desflorestação, pelo furacão Hugo e pela atividade vulcânica entre 1995 e 1997.
O corrupião-de-monserrate encontrava-se antigamente em três zonas principais: a floresta de bambu a leste de Galways Soufrière, as encostas a sotavento da montanha Chances Peak e as Centre Hills (especialmente a zona de Runaway Ghaut).
A dieta da ave consiste principalmente em insectos e frutos. As aves põem normalmente dois ovos pintados. Todos os modelos indicam que começam a reproduzir-se com um ano de idade. A maior parte delas foi quase dizimada durante as erupções vulcânicas e apenas cerca de 200 sobrevivem.
O nome binomial desta ave homenageia o naturalista americano Frederick Albion Ober.

## Taxonomia
O corrupião-de-monserrate foi formalmente descrito em 1880 pelo ornitólogo amador americano George Newbold Lawrence, a partir de um espécime recolhido na ilha de Montserrat durante uma expedição às Índias Ocidentais liderada pelo naturalista americano Frederick Albion Ober. Lawrence introduziu o atual nome binomial Icterus oberi, com o epíteto específico escolhido para homenagear Ober. O género Icterus foi introduzido pelo zoólogo francês Mathurin Jacques Brisson em 1760. A espécie é monotípica: não são reconhecidas subespécies.